# Messier 46
A Messier 46 (más néven M46, vagy NGC 2437) egy nyílthalmaz a Puppis csillagképben.

## Felfedezése
Az M46 nyílthalmazt Charles Messier francia csillagász fedezte fel 1771-ben. Ez volt az első objektum, amit katalógusának első kiadása után fedezett fel.

## Tudományos adatok
Az M46 igen gazdag halmaz, 150 csillagának a fényessége esik 10 és 13 magnitúdó közé, és a csillagok teljes száma akár az 500-at is elérheti. A legfényesebbek A0 színképtípusúak. A halmaz kora körülbelül 300 millió év.